# Попол Вух
Попол-Вух (на езика киче Popol Wuj – „Книгата на Съвета“ или „Книгата на Народа“) е книга-епос на мезоамериканската култура, паметник на древната южноамериканска литература. Съдържа митически и исторически предания, а също така и генеалоагически данни за знатните родове на народа киче, цивилизациите мая от времето на посткласическия период (съвременна Гватемала). Книгата има извънредно значение, явявайки се едно от немногочислените ранни мезоамерикански текстове.
В книгата се съдържат митове за сътворението на света, а също и митичната история на двамата близнаци – героите Хунахпу (Hunahpu) и Шбаланке (Xbalanque). Втората част на книгата съдържа информация за историята на народа Киче и обосноваване на божествения произход на кралското семейство.
Макар и Попол-Вух да е създаден до идването на конкистадорите, запазеният манускрипт е бил записан в средата на XVI век от неизвестен индианец-киче на неговия роден език, с помощта на латиница. Предполага се, че текстът е бил основан на кодексите на маите, записани с йероглифни писмени знаци. Превод на манускрипта на испански език е от доминиканския монах Ф. Хименес в XVIII век – това копие сега се съхранява в библиотеката „Нюберри“ в Чикаго.
В самото начало на XVIII век ръкописът е бил намерен от мисионера Франсиско Хименес, но става известен, едва когато Ш. Е. Брасьор де Бурбур я публикува заедно със своя превод на френски език в 1861 година.